# Enfleda (imię)
Enfleda – imię pochodzi z języków germańskich i oznacza tyle co piękność, wspaniałość z plemienia Asów. 
Enfleda imieniny obchodzi 24 listopada, jako wspomnienie św. Enfledy, królowej.